# Estadio Alfredo Schürig
El Estadio Alfredo Schürig, también llamado Parque São Jorge o Fazendinha, es un estadio ubicado al interior del Parque São Jorge en Tatuapé, al este de la ciudad de São Paulo, Brasil, pertenece al Sport Club Corinthians Paulista y posee una capacidad para 18 000 personas.
El estadio fue construido con apoyo financiero de los miembros socios del Corinthians y el nombre del benefactor que era un residente de Jacareí y tenía una tienda en la calle Florêncio de Abreu. Con la cantidad de 33 000 contos de Réis, compró la tierra en 1926. El registro récord de público en el estadio es de 28 000 personas, en un partido entre el Corinthians el Santos en 1947. Hoy en día el estadio es utilizado como campo de entrenamiento para el primer equipo y partidos de Liga sólo en las categorías inferiores, debido a sus limitaciones. Sin embargo, hay proyectos para su mejora general, incluida la ampliación de las gradas para 20 000 personas, por lo que se puede utilizar en los juegos de menor concurrencia a partir de 2009.

## Historia
Fundada en Retiro el Corinthians pasó los primeros años de su historia jugando en el campo de la tierra Rua José Paulino, O lenheiro (Recibe este nombre porque su dueño era leñador, que a su vez se unió al equipo), el Ponte Grande (un terreno donado por la ciudad en la 1918 y se transforma en escenario de trabajo con el sudor de sus propios jugadores y directivos del club). El cambio en el sitio sólo se produjo en 1926. La zona situada en la Río Tietê pertenecían a la CE y el presidente sirio fue comprado por el Ernesto Cassano, Por los cuentos de 750 reisPaga a plazos durante un período de diez años. El presidente Alfredo Schürig promovido muchas mejoras en el campo, construido gradas y fue bautizado con su propio nombre la nueva sede de Corinthians. 
El estadio todavía sin iluminación, fue inaugurado en 22 de julio de 1928. En un partido amistoso contra el América-RJ. El partido terminó empatado a 2 a 2 y fue visto por dos mil personas, la capacidad máxima del estadio en el momento. Los dos goles fueron anotados por los australianos De Maria, siendo el primero en 29 segundos de la primera vez. La iluminación del estadio fue inaugurado el 25 de febrero de 1961, una noche de gala del Corinthians , que venció Flamengo de Río 14-2.
El Parque São Jorge También incluyen un área construida de 158 mil metros plazas, varios tribunales, dos gimnasios, restaurante de ancho, la sede social y administrativa y uno de los mayores parques acuáticos del Brasil.

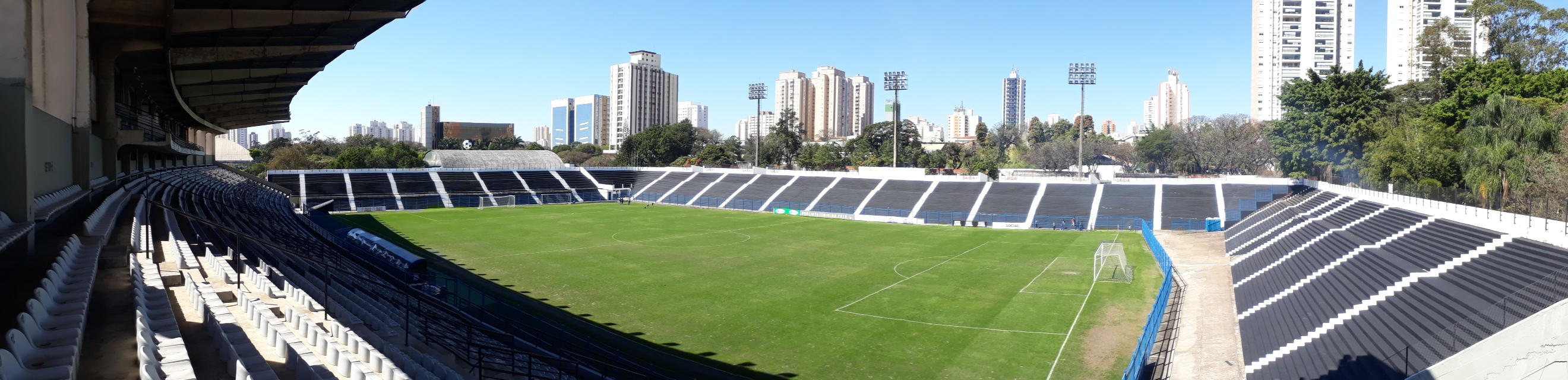
Panorámica del estadio.